# Фінбар Кафферкі
Фінбар Кафферкі (1977/1978 — 19 квітня 2023) — ірландський лівий політичний активіст і військовий-доброволець. Наприкінці 2000-х і на початку 2010-х брав активну участь у кампанії Shell to Sea, яка виступала проти будівництва нафтопроводу на північному заході графства Мейо. У 2017 році Кафферкі був у Сирійському Курдистані (Рожаві), де спочатку надавав медичну допомогу, а згодом приєднався до Загонів народної оборони, підрозділу Сирійських демократичних сил, у лавах яких воював проти Ісламської держави. Після повномасштабного російського вторгнення прибув до України, де волонтерив у наданні гуманітарної допомоги, а далі воював проти російських інтервентів у лавах Інтернаціонального легіону територіальної оборони України. Був убитий 19 квітня 2023 року разом із побратимами-інтернаціоналістами Дмитром Петровим і Ендрю «Гаррісом» Купером поблизу міста Бахмут Донецької області.

## Життєпис
Народився на острові Ахілл у графстві Мейо, Ірландія. За політичними поглядами був ірландським республіканцем і соціалістом, наприкінці 2000-х і на початку 2010-х років брав участь у кампанії Shell to Sea проти будівництва нафтопроводу в північно-західному графстві Мейо.
Деякі джерела припускають, що Кафферкі свого часу був членом резерву Ірландської армії.

### Греція та Північна Македонія
У 2015 році Кафферкі вирушив на грецький острів Кос, де допомагав біженцям під час європейської міграційної кризи 2015 року. Журналіст Irish Independent також опинився там, і повідомив, що Кафферкі разом з іншим ірландцем пізніше вирушив на кордон Греції та Північної Македонії, щоб продовжити свою роботу.

### Сирія
Наприкінці весни 2017 року прибув до Сирії. Згідно з його власними словами, Кафферкі був включений у взвод важкого озброєння через п'ять тижнів після того, як він прибув, і брав участь у боях навколо міста Ракка, тодішньої фактичної столиці Ісламської держави, у рамках загальної кампанії в Ракці (2016—2017). У червні 2017 року на Youtube з'явилося відео, на якому Кафферкі, який називає себе курдським псевдонімом «Чія Демхат», дав інтерв'ю.

### Україна
Коли саме Кафферкі поїхав в Україну, публічно невідомо, оскільки він ніколи не оприлюднював цей факт і не розповідав нікому, крім своєї родини. Irish Times стверджує, що Кафферкі перебував в Україні приблизно рік до своєї смерті, і що він працював переважно з волонтерськими групами анархістів. Українська ліва антиавторитарна мережа «Колективи солідарності» повідомила, що він доставляв із Польщі в Україну гуманітарну допомогу та автомобілі для прифронтових зон. Про присутність Кафферкі в Україні стало відомо лише після його смерті, коли було підтверджено, що він загинув у боях поблизу Бахмута Донецької області. Воював і загинув разом із російським анархістом Дмитром Петровим і громадянином США Ендрю «Гаррісом» Купером.

#### Вшанування
Після його смерті Кафферкі вшанували багато людей у всьому політичному спектрі. Серед цих вшанувань був міністр закордонних справ і оборони Міхал Мартін, який заявив: «Мої глибокі співчуття сім'ї Кафферкі з приводу сумної смерті Фінбара. Очевидно, він був молодою людиною чітких принципів. Наші думки та наші молитви сьогодні з родиною».
Після цього посольство Росії в Дубліні оприлюднило заяву, в якій звинуватило у смерті Фінбара ірландський уряд. Російська заява викликала широке засудження в ірландському суспільстві, а голова парламентського комітету із закордонних справ і оборони Чарлі Фланаган негайно охарактеризував її як «загрозливу, лякаючу та жахливу», перш ніж запропонувати вислати російських дипломатів в Ірландії за такі зауваження. Депутатка від партії Шинн Фейн Луїза О'Рейлі назвала виступ російського посольства «підлим», а незалежний депутат Томас Прінгл назвав цю заяву «абсолютною ганьбою». Своє невдоволення російською риторикою висловили і депутати-соціалісти Пол Мерфі та Брід Сміт, особисто знайомі Кафферкі з часів кампанії Shell to Sea.

### Арешт Філіпа О'Кіффа
10 травня 2023 року Irish Times повідомила, що відразу після смерті Кафферкі повідомлення надійшло до його друга Філіпа О'Кіфа, з яким Кафферкі воював разом у Сирії. О'Кіффа, який тоді перебував у Бельгії, попросили поїхати на острів Ахілл, щоб повідомити родину про смерть Кафферкі до того, як вони дізнаються про це через ЗМІ. О'Кіф погодився і забронював рейс, який включав пересадку в аеропорт Хітроу в Англії 22 квітня. Однак, поки О'Кіфф здійснював передачу, його зупинила, затримала й заарештувала поліція, посилаючись на Закон про тероризм 2000 року. О'Кіффу відмовили в адвокаті та конфіскували всі електронні пристрої. Протримавши всю ніч, О'Кіфа відпустили наступного дня під заставу; апарати йому не повернули. Без своїх пристроїв він не зміг зв'язатися з родиною Кафферкі до того, як вони дізналися про смерть сина.